# Sibiril
Sibiril is een gemeente in het Franse departement Finistère (regio Bretagne). De plaats maakt deel uit van het arrondissement Morlaix. Sibiril telde op 1 januari 2022 1.154 inwoners.

## Geografie
De oppervlakte van Sibiril bedroeg op 1 januari 2022 11,47 vierkante kilometer; de bevolkingsdichtheid was toen 100,6 inwoners per km².

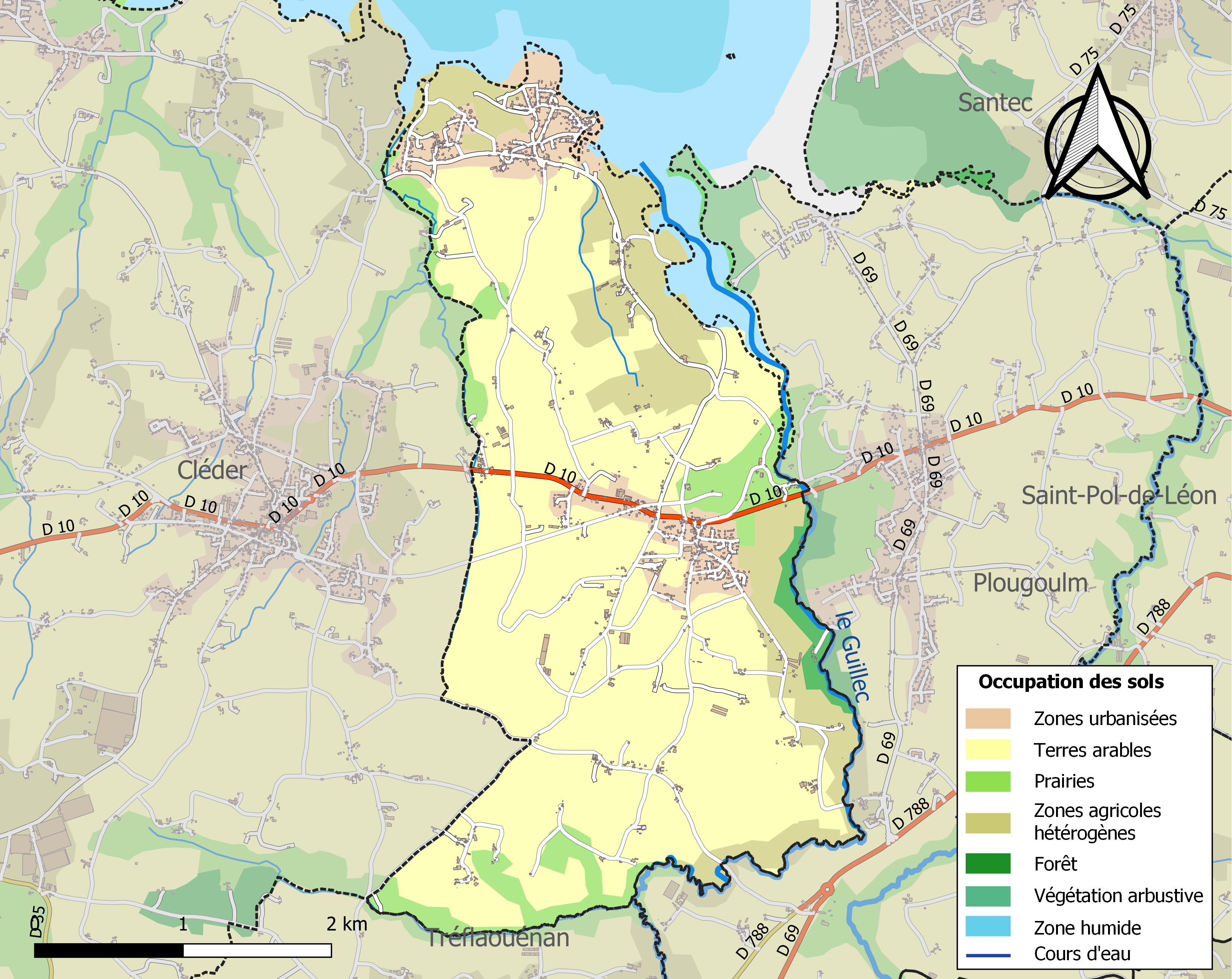
Kaart van de gemeente met belangrijkste infrastructuur, bodemgebruik en omliggende gemeenten

## Demografie
Onderstaande figuur toont het verloop van het inwonertal (bron: INSEE-tellingen).